# Тристаннид тетрасамария
Тристаннид тетрасамария (триоловотетрасамарий) — бинарное неорганическое соединение
самария и олова
с формулой Sm4Sn3,
кристаллы.

## Получение
- Сплавление стехиометрических количеств чистых веществ:

{\displaystyle {\mathsf {4Sm+3Sn\ {\xrightarrow {1440^{o}C}}\ Sm_{4}Sn_{3}}}}

## Физические свойства
Тристаннид тетрасамария образует кристаллы
кубической сингонии, пространственная группа I 43d, параметры ячейки a = 0,915 нм, Z = 4,
структура типа тетрафосфид тритория Th3P4
.
Соединение образуется по перитектической реакции при температуре 1440°С
.